# Президентские выборы в США (1840)
Президентские выборы в США 1840 года прошли с 30 октября по 2 декабря 1840 года. На фоне неполного экономического восстановления после паники 1837 года кандидат от вигов Уильям Генри Гаррисон победил действующего президента Мартина Ван Бюрена из Демократической партии. Выборы ознаменовали первую из двух побед вигов на президентских выборах, но были единственными, где они получили большинство голосов избирателей. Кроме того, эти выборы стали третьим матчем-реваншем в американской истории, так как Гаррисон и Ван Бюрен уже сталкивались на выборах 1836 года.
В 1839 году виги впервые провели национальный съезд, на котором Уильям Генри Гаррисон победил бывшего государственного секретаря и кандидата на выборах 1824 и 1832 годов Генри Клея и генерала Уинфилда Скотта в борьбе за право быть номинированным от партии. Ван Бюрен столкнулся с небольшим сопротивлением на Национальном съезде демократов 1840 года, однако противоречивый вице-президент Ричард Ментор Джонсон не был повторно выдвинут, в результате чего демократы остались без кандидата на пост вице-президента.
Виги вели кампанию под лозунгом «Типпекану и Тайлер тоже» (англ. Tippecanoe and Tyler Too), ссылаясь на своего кандидата в вице-президенты Джона Тайлера и участие Гаррисона, который был генералом, в битве при Типпекану. Рецессия сделана Ван Бюрена непопулярным, в Гаррисон получил 234 из 294 голосов выборщиков. Явка избирателей на этих выборах резко возросла, так как к моменту выборов избирательное право для белых мужчин стало почти всеобщим. Поражение Ван Бюрена сделало его третьим президентом, проигравшим переизбрание.
Тем не менее Виги не смогли воспользоваться преимуществами победы, поскольку 67-летний Гаррисон, старейший президент США, избранный до победы Рональда Рейгана на выборах 1980 года, умер чуть больше, чем через месяц после инаугурации. Гаррисона сменил Джон Тайлер, который неожиданно заблокировал законодательную повестку дня вигов. Несмотря на то, что он был ярым сторонником Клея на съезде вигов, политик также был бывшим демократом, сторонником прав штатов и фактически независимым политиком. В результате Тайлер был исключен из партии вигов, став вторым независимым (после Вашингтона) президентом. Ван Бюрен был последним действующим президентом, проигравшим свою попытку переизбрания на всеобщих выборах, до другого президента-демократа Гровера Кливленда в 1888 году.

## Выборы
В результате экономической депрессии 1837—1842 президент Ван Бюрен был очень непопулярен. Гаррисон, используя стратегию Эндрю Джексона, вёл предвыборную кампанию как герой войны и представитель народа, выставляя Ван Бюрена богатым снобом, живущим в роскоши за народный счёт. Хотя на самом деле Гаррисон был обеспеченным и высокообразованным, его образ «человека из хижины» был воспринят по всей стране. При этом Гаррисон избегал выступать по конкретным проблемам, так как Партия Вигов представляла собой широкую коалицию без определённой общей платформы.

### Результаты
| Кандидат              | Партия                 | Кол-во голосов | Кол-во голосов | Выборщики |
| Кандидат              | Партия                 | Количество     | %              | Выборщики |
| --------------------- | ---------------------- | -------------- | -------------- | --------- |
| Уильям Генри Гаррисон | Партия вигов           | 1 275 583      | 52,87%         | 234       |
| Мартин Ван Бюрен      | Демократическая партия | 1 128 854      | 46,82%         | 60        |
| Джеймс Бирни          | Партия свободы         | 6 797          | 0,31%          | 0         |
| Другие                | —                      | 13             | 0,00%          | 0         |
| Всего                 | Всего                  | 2 412 694      | 100%           | 294       |